# Robin Holloway
Robin Holloway (Leamington Spa, 19 oktober 1943) is een Britse componist, academicus en schrijver.

## Biografie
Van 1952 tot 1957 was hij koorzanger in St Paul's Cathedral in Londen en volgde hij een opleiding aan de King's College School, waar zijn vader Robert hoofd van de kunstafdeling was. Hij ging naar King's College in  Cambridge en studeerde compositie bij Alexander Goehr.
In 1974 werd Holloway assistent-docent muziek aan de University of Cambridge en in 1980 bereikte hij een volledige positie als docent. In 1999 werd hij een lezer in Musical Composition in Cambridge. In 2011 ging hij met pensioen als hoogleraar Musical Composition. Hij is ook een fellow van het Gonville en Caius College in Cambridge. Onder zijn vele leerlingen zijn Thomas Adès, Huw Watkins, Peter Seabourne, David Collins, George Benjamin, Judith Weir en Jonathan Dove.
Holloway's proefschrift Debussy en Wagner (later gepubliceerd als boek door Eulenburg), besprak een nauwe relatie tussen muziek en taal, evenals romantiek en tonaliteit. Dit is te horen in zijn eigen werken, zoals Scenes from Schumann (1969–70), de opera Clarissa (1976) die in 1990 in première ging bij de English National Opera onder leiding van Oliver Knussen, en Seascape and Harvest (1983–84), gecomponeerd voor het City of Birmingham Symphony Orchestra en Sir Simon Rattle.
Holloway droeg tussen 1988 en 2010 regelmatig een muziekcolumn bij aan het tijdschrift The Spectator. Er zijn twee collecties van zijn journalistieke en andere occasionele geschriften samengesteld en gepubliceerd, zoals On Music: Essays and Diversions 1963-2003 (Continuum Press, 2003 hdbk/2005 pbk, ISBN 0-8264-7629-5) en Essays & Diversions II (Continuum Press, 2008, ISBN 0-8264-9728-4).
Holloway is beschreven als een neo-romantische componist, als gevolg van zijn eigen affiniteit voor muziek van het laatste deel van de 19e en het begin van de 20e eeuw. Hoewel sommige van zijn werken aan deze beschrijving voldoen, getuigen andere van een meer complexe, genuanceerde en soms ironische relatie met muziek uit het verleden, die grenst aan het postmoderne. Volgens collega-componist David Matthews is zijn individuele stijl gevormd door een productief conflict tussen romantiek en modernisme.
Holloway's Fifth Concerto for Orchestra ging in première in The Proms in 2011.
In 1994 won zijn Second Concerto for Orchestra, uitgebracht door NMC, een Gramophone Award. Sinds 2018 brengt het Engelse cd-label Sheva Contemporary, geleid door de leerling en vriend van de componist Peter Seabourne, drie cd's uit met kamermuziek van de componist.

## Onderscheidingen
In 1999 werd hij onderscheiden met de academische graad 'Reader' in compositie en sinds 2001 is hij professor voor compositie. Hij is ook een 'Fellow' van het Gonville and Caius College in Cambridge.

## Lijst van werken (selectie)
- 1962: Opus 1, Garden Music voor 9 instrumentalisten
- 1964: Opus 2, Concertino No. 1 voor klein orkest
- 1964–65: Opus 3, Three Poems of William Empson voor mezzosopraan en instrumentaal ensemble
- 1966–69: Opus 8, First Concerto for Orchestra
- 1967: Opus 9, Melodrama voor sprekers, mannenkoor en instrumentaal ensemble (tekst: Sylvia Plath)
- 1968: Opus 11, Divertimento No. 1 voor 'amateurorkest en piano'
- 1972–73: Opus 20, Cantata on the Death of God voor solisten, sprekers, SATB koor, orgel en orkest
- 1973: Opus 22, Five Madrigals voor koor
- 1977:  Opus 32, This is Just to Say voor tenor en piano
- 1981–82: Opus 50, War Memorials voor blazersensemble
- 1982: Opus 51, Women in War, 'revue voor 4 vrouwelijke solisten en piano'
- 1991: Opus 77, Lord, what is man? voor koor (tekst: Crashaw)
- 1997: Opus 85, Scenes from Antwerp voor orkest
- 2004–2006: Opus 101, Fourth Concerto for Orchestra

- Bibsys: 90186894
- Bibliothèque nationale de France: cb13980887w (data)
- CiNii: DA10674736
- Gemeinsame Normdatei: 13440971X
- International Standard Name Identifier: 0000 0001 0773 0020
- Library of Congress Control Number: n79072866
- Nationale Bibliotheek van Letland: 000239636
- MusicBrainz: 7063bc25-fb74-4e82-8332-c1d003bd93f1
- Nationale Bibliotheek van Tsjechië: pna2005311870
- Nationale bibliotheek van Australië: 35258836
- Nationale Bibliotheek van Israël: 987007271611605171
- Nederlandse Thesaurus van Auteursnamen: 074210696
- Réseau des bibliothèques de Suisse occidentale: 02-A003379924
- Système universitaire de documentation: 250662450
- Virtual International Authority File: 10042433
- WorldCat: E39PBJjMwQwbGpp66yGXQv67pP